# نک‌سیتی (میزوری)
نک‌سیتی (به انگلیسی: Neck City) یک شهر در ایالات متحده آمریکا است که در شهرستان جاسپر، میزوری واقع شده‌است. نک‌سیتی ۱٫۰۱ کیلومتر مربع مساحت و ۱۸۶ نفر جمعیت دارد و ۲۸۵ متر بالاتر از سطح دریا واقع شده‌است.